# L'Abbaye d'Évolayne
L'Abbaye d'Évolayne est un roman de Paule Régnier publié en 1933 aux éditions Plon et ayant reçu l'année suivante le Grand prix du roman de l'Académie française.

## Éditions
- L'Abbaye d'Évolayne, éditions Plon, 1933.